# Ewa Kuźmińska
Ewa Kuźmińska, z d. Dołmatow (ur. 14 stycznia 1937 w Białymstoku, zm. 15 listopada 2019) – polska siatkarka, reprezentantka Polski, wicemistrzyni Europy.

## Życiorys
Karierę sportową rozpoczęła w Kolejarzu (następnie Ogniwie) Białystok, z którym w 1955 zdobyła wicemistrzostwo Polski juniorów. W czasie studiów w Akademii Medycznej w Białymstoku występowała w II-ligowym AZS Białystok. W tym czasie awansowała najpierw do młodzieżowej reprezentacji Polski, a następnie reprezentacji Polski seniorek. W tej ostatniej drużynie wystąpiła w latach 1962–1963 w 36 spotkaniach. Jej największym sukcesem było wicemistrzostwo Europy w 1963. W 1964 zrezygnowała z reprezentacyjnej kariery, nie mogąc jej połączyć ze studiami (władze Polskiego Związku Piłki Siatkowej dążyły do zgrupowania wszystkich reprezentantek na dłuższy okres w Warszawie).
W 1962 została wybrana najlepszym sportowcem Białostocczyzny w Plebiscycie Gazety Współczesnej.